# S/S Suomi
S/S Suomi är ett finländskt ångdrivet passagerarfartyg.
S/S Suomi byggdes 1906 på Tehtaat Lehtoniemi & Taipale Fabriker, monterad i Moottoriranta nära Vesijärvi station vid Lahtis. Hon har sedan dess trafikerat sjön Päijänne.